# 小猪屎豆
小猪屎豆（学名：Crotalaria nana），为豆科猪屎豆属下的一个植物变种。